# Thyene coronata
Thyene coronata es una especie de araña saltarina del género Thyene, familia Salticidae. Fue descrita científicamente por Simon en 1902.
Habita en África del Sur.